# 奥迪洛·格洛博奇尼克

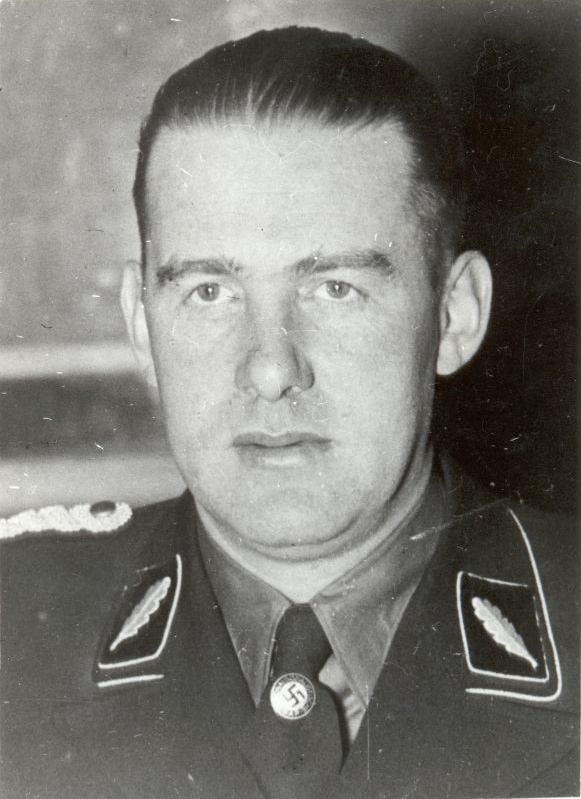
奧迪洛·格洛博奇尼克

奥迪洛·洛塔尔·路德维希·格洛博奇尼克（德語：Odilo Lothar Ludwig Globocnik，“Globocnik”亦作“Globočnik”或德语化为“Globotschnig(g)”；1904年4月21日—1945年5月31日）是一个來自奥地利的纳粹党官员，曾参与犹太人大屠杀。作为党卫队高官，格洛博奇尼克曾指挥过莱茵哈德行动。在被英军士兵俘虏并拘留后不久，奥迪洛·格洛博奇尼克自杀。